# 會津鐵道AT-600型柴聯車
會津鐵道AT-600型柴聯車（日语：／ Aizu Tetsudō AT-600-gata kidōsha）是會津鐵道會津線使用的柴聯車，並於2005年12月20日開始投入使用。本條目也記載於同年製造並配備列車廁所的同型車輛會津鐵道AT-650型柴聯車（日语：／ Aizu Tetsudō AT-650-gata kidōsha）。
由於會津鐵線在1980年代後期從國鐵轉由第三部門鐵道會津鐵道進行運轉時，其擁有的會津鐵道AT-100型柴聯車因車體老化需要汰換，因此在2004年引入會津鐵道AT-500型柴聯車後，會津鐵道於2006年引進由新潟運輸系統製造的AT-600型和AT-650型柴聯車。
由於本型車會直通運轉至野岩鐵道的會津鬼怒川線及東武鐵道的鬼怒川溫泉站，因此其引擎輸出功率由257kW提升至309kW，最高運轉時速也從95km/h提高至100km/h。本型車的車頭與車尾皆設置駕駛室，車體側面則設有兩道車門。其中AT-652號柴聯車是由日本彩券協會補助購買費用的彩券號，為因應在列車上舉辦的各種活動，因此座位之間配備著桌板。車廂內部的座椅為12排可轉向的對向式座椅，靠近旅客用車門的第一排及廁所門口的前兩排為單人座椅，其餘則為雙人座椅。